# Дембйонка
Дембйонка (пол. Dębionka) — село в Польщі, у гміні Пакослав Равицького повіту Великопольського воєводства.
У 1975-1998 роках село належало до Лешненського воєводства.